# Sdrátovaná čelist
Sdrátovaná čelist (v anglickém originále Jaws Wired Shut) je 9. díl 13. řady (celkem 278.) amerického animovaného seriálu Simpsonovi. Scénář napsal Matt Selman a díl režírovala Nancy Kruseová. V USA měl premiéru dne 27. ledna 2002 na stanici Fox Broadcasting Company a v Česku byl poprvé vysílán 9. září 2003 na stanici ČT1.

## Děj
Když kolem domu Simpsonových prochází průvod homosexuálů, Spasitel se nechá zlákat, když s ním jeden z homosexuálních psů začne flirtovat. Homer je z toho nesvůj a táhne svou rodinu do springfieldského kina Googolplex. Poté, co Homer začne být netrpělivý z několika ukázek a reklam, které filmu předcházely, začne zuřit a dožaduje se začátku filmu. Uvaděči s obrovskými tyčinkami Kit Kat Homera z kina vyženou. Při útěku Homer narazí hlavou do pěsti velké kovové sochy boxera Dredericka Tatuma. 
V nemocnici doktor Dlaha Homerovi drátem zafixuje zlomenou čelist, a on tak nemůže mluvit ani jíst pevnou stravu. Homer je nucen poslouchat svou rodinu, což ji potěší, zejména Marge. Protože se Homer chová velmi dobře, Marge se s ním zúčastní každoroční slavnostní události ve venkovském klubu. Když jsou druhý den Homerovi odstraněny dráty z čelisti, objeví se s Marge v pořadu Odpolední pokec, kde probírají jeho proměnu. S pomocí moderátorky pořadu Marge Homera prosí, aby zanechal své lehkomyslnosti a choval se stále dobře. Navzdory pokušení nadcházejícího demoličního derby se Homer kvůli Marge chová slušně. 
O pět týdnů později se Marge, znuděná neuvěřitelným klidem, přihlásí na demoliční derby sama. Když se Homer probudí a zjistí, že Marge zmizela, vydá se s dětmi na derby, aby ji zastavil. Zpočátku si Marge derby užívá, ale brzy se pro ni stane příliš nebezpečným. Jelikož se Homer vzdal lehkomyslnosti, nemá tušení, jak ji zachránit. Bart dostane nápad: objedná si u prodavače plechovku piva. Poté, co Homer vypije pivo, se cítí být posílen, a Marge tak zachrání.

## Produkce
Scénář dílu napsal vedoucí producent Matt Selman a režírovala jej Nancy Kruseová. Poprvé byl odvysílán na stanici Fox ve Spojených státech 27. ledna 2002. Scénář epizody navrhl Selman a vznikl na základě diskuze, kterou vedl s showrunnerem Alem Jeanem, o tom, „kolik blbostí je v kině předtím, než film skutečně začne“. Zápletku dílu také navrhl Selman, který už delší dobu chtěl natočit epizodu se „zápletkou se sdrátovanou čelistí“. Teprve dlouho po dokončení epizody se Selman dozvěděl, že člověk skutečně může mluvit se sdrátovanou čelistí. Dozvěděl se to od kolegy – scenáristy Simpsonových Briana Kelleyho, jenž si kdysi na střední škole čelist sdrátovat nechal. Kelley se připojil k autorskému týmu ve fázi psaní dílu, avšak o tom, že je možné mluvit, se nezmínil, protože nechtěl epizodu „zkazit“. Řekl však, že člověk by měl předtím hodně jíst, protože když má sdrátovanou čelist, zhubne. Tyto triviality byly následně do epizody zařazeny.
Podle Jeana šlo společné čtení dílu „skvěle“ až do třetího dějství, protože scenáristé Simpsonových považovali třetí část za „dost náročnou“ na napsání, jelikož úpravou Homerovy čelisti „vzali nejvtipnější postavě komediálnost“. V komentáři na DVD k dílu to Selman popsal takto: „Je to komedie, kdy se říká: ‚Aha, on (Homer) nemůže dělat všechny věci, které chcete, aby dělal.‘.“. Bylo také těžké „dostat příběh v pohybu“ zpět k normálu, protože bylo nutné neustále „znovu používat premisu“. V epizodě vystupuje americký komik John Kassir jako jeden ze psů v průvodu homosexuálů na začátku epizody. Barbaru Waltersovou a Star Jonesovou, moderátorky pořadu Odpolední pokec, ztvárnila americká dabérka Tress MacNeilleová. V komentáři na DVD k epizodě Jean uvedl, že MacNeilleová je „velmi všestranná“. Lisu Lingovou a Joy Beharovou ztvárnila Pamela Haydenová.

## Kulturní odkazy
Název epizody navrhl scenárista Simpsonových Max Pross a je odkazem na dramatický film Stanleyho Kubricka Spalující touha z roku 1999. Podle Jeana zvolili scenáristé tento název, protože „(si) mysleli, že je lépe zapamatovatelný“. Když má Homer sdrátovanou čelist, píše slova na přenosnou tabuli, aby mohl komunikovat s lidmi. To je odkaz na postavu Anthonyho Hopkinse ve filmu Legenda o vášni, který po mrtvici také komunikuje s lidmi pomocí tabule. Píseň použitá v baletní scéně je „The Blue Danube Waltz“ a byla použita i v dalším Kubrickově filmu 2001: Vesmírná odysea.
Scéna v dílu se odehrává v talk show Odpolední pokec, parodii na The View, jejíž moderátorky jsou založené na skutečných moderátorkách The View Barbaře Waltersové a Joy Beharové a bývalých moderátorkách Lise Lingové a Star Jonesové. Odkazuje se také na diváky pořadu The View, kteří jsou v epizodě vyobrazeni tak, že „podávají obrovský ohlas“ na vše, co se v pořadu děje. Hru, kterou Bart a Homer zkoušejí v obývacím pokoji, napsal americký dramatik Edward Albee. Ke konci epizody Homer nabírá sílu vypitím plechovky piva. Scéna paroduje postavu Pepka námořníka, který získal supersílu pojídáním špenátu. Homer po vypití piva také mluví podobně jako Pepek. Marge se ve scéně také podobá Pepkově lásce Olive Oylové.
Další scéna ukazuje Simpsonovy v kině, kde se Líza snaží vyřešit následující kvíz: „Najděte jméno postavy: MOT HANKS.“. Odpoví zdánlivě jasně: „Tom Hanks.“. Správnou odpovědí je ale Otm Shank, podle Apua „indická odpověď na Briana Dennehyho“. Díl Itchyho a Scratchyho, jenž se v kině promítá, nese název To Kill a Talking Bird, což je hra na motivy románu Jako zabít ptáčka z roku 1960. 
Nápis na Springfield Civic Center zmiňuje, že demoliční derby se objevilo ve filmu Faces of Death III z roku 1985, který je součástí kontroverzní hororové série Faces of Death.

## Vydání
V původním americkém vysílání 27. ledna 2002 získal díl podle agentury Nielsen Media Research rating 8,7, což znamená přibližně 8,7 milionu diváků. V týdnu od 21. do 27. ledna 2002 se epizoda umístila na 22. místě ve sledovanosti. Dne 24. srpna 2010 byla vydána jako součást DVD a Blu-ray setu The Simpsons: The Complete Thirteenth Season. Na audiokomentáři k dílu se podíleli Matt Groening, Al Jean, Matt Selman, Carolyn Omineová, Dana Gould, Joe Mantegna a Pete Michels.
Po svém vydání na DVD získal díl od kritiků převážně pozitivní recenze. 
Stuart O'Conner z časopisu Screen Jabber označil díly Sdrátovaná čelist, Rodičovské pouto, Malověrná Líza a S Homerem přijde zákon za „prvotřídní epizody“.
Jennifer Malkowski z DVD Verdict udělila epizodě známku B+ a popsala ji jako díl s „pěknými rodinnými okamžiky“. Za „zlatý hřeb epizody“ označila plovák s nápisem „Salute to Safer Sex“ na průvodu homosexuálů.
Casey Broadwater ze serveru Blu-ray.com epizodu rovněž kladně ohodnotil a označil ji za „vítaný návrat ke staromilskému stylu vyprávění Simpsonových, který dokáže být jak komický, tak svým vlastním bizarním způsobem i dojemný“.
Colin Jacobson z DVD Movie Guide napsal: „Ačkoli u 13. řady nehrozí, že by se přiblížila vysokým standardům nejsilnějších let seriálu, díly jako tento ji pomáhají udělat lepší, než se čekalo. Jistě, drží se poměrně předvídatelných schémat, ale rozvíjí je uspokojivým, komediálním způsobem.“. V závěru své recenze napsal, že epizoda je celkově „zábavná“, i když její závěr je „chabý“.
Naproti tomu Ron Martin ze serveru 411Mania ohodnotil epizodu smíšeně, když ji označil za „v nejlepším případě nevyrovnanou, v nejhorším průměrnou“. Ačkoli pochválil scénář dílu, Nate Boss z Project-Blu ohodnotil díl celkově negativně, když napsal: „Díky vtipnému pojetí kina na začátku epizody se dá nudný zbytek odpustit… téměř odpustit.“.
Adam Rayner z Obsessed with Film napsal, že díl byl „žalostně slabý“ a působil „vykonstruovaně, uspěchaně a (jako by byl) zpracovaný hackery“. Dodal, že epizoda byla „nudná“.
V článku o manželstvích homosexuálů The Economist zmiňuje, že Simpsonovi v této epizodě bezstarostně přijímají každoroční springfieldský průvod homosexuálů, což je „několik kroků před skutečným životem. Ale jen o pár kroků.“
Matt Selman byl za scénář k této epizodě nominován na Cenu Sdružení amerických scenáristů za vynikající scénář k animovanému filmu na 55. ročníku těchto cen.